# 사마정국
요동도혜왕 사마정국(遼東悼惠王 司馬定國)은 서진의 황족으로 사마소의 아들이다.
세 살에 사망해 함녕(咸寧) 초에 진 세조 사마염(司馬炎)이 시호를 내리면서 요동도혜왕에 봉해졌으며, 사마정국을 대신해 형인 사마유(司馬攸)의 장자 사마유(司馬蕤)를 사마정국의 후사로 삼았다.

## 가족 관계
- 조부 : 사마의(고조 선황제)
- 조모 : 장춘화(선목황후 장씨)
  - 숙부 : 사마사(세종 경황제)
  - 숙모 : 하후휘(경회황후 하후씨)
  - 숙모 : 양휘유(경헌황후 양씨)
  - 아버지 :사마소(태조 문황제)
  - 어머니 : 왕원희(문명황후 왕씨)
    - 형 : 사마염(세조 무황제)
    - 형수: 양염(무원황후 양씨)
    - 형수 : 양지(무도황후 양씨)
    - 형 : 사마유
    - 동생 : 사마조
    - 동생 : 사마광덕
    - 동생 : 경조공주

  - 숙부 : 사마간
  - 고모 : 남양공주